# Sycopsis
Sycopsis es un género con trece especies de plantas de la familia Hamamelidaceae. Es originario de India. Comprende 13 especies descritas y de estas, solo 2 aceptadas.

## Taxonomía
El género fue descrito por  Daniel Oliver (botánico) y publicado en Transactions of the Linnean Society of London 23: 83, pl. 8. 1860.

## Especies aceptadas
A continuación se brinda un listado de las especies del género Sycopsis aceptadas hasta mayo de 2014, ordenadas alfabéticamente. Para cada una se indica el nombre binomial seguido del autor, abreviado según las convenciones y usos. 
- Sycopsis sinensis Oliv.
- Sycopsis triplinervia Hung T. Chang